# ティーガイア
株式会社ティーガイア（英: T-Gaia Corporation）は、東京都渋谷区に本社を置く住友商事グループの携帯電話販売代理店。

## 概要
2008年（平成20年）10月1日に、三井物産子会社の株式会社テレパークと、住友商事と三菱商事の合弁会社である株式会社エム・エス・コミュニケーションズが、対等合併した会社で、携帯電話販売代理店業で国内最大手である。
社名は英語 Tomorrow とガイア理論から。

## 沿革

### 株式会社テレパーク
- 1992年（平成4年）2月 - 三井物産株式会社情報通信事業部から販売部門を分離独立して「三井物産情報通信株式会社」を設立。
- 2001年（平成13年）4月 - 物産テレコム株式会社、株式会社物産テレコム関西と3社が合併して「三井物産テレパーク株式会社」に商号を変更。
- 2004年（平成16年）
  - 4月 - 東京証券取引所市場第二部に株式を上場。
  - 10月 - 「株式会社テレパーク」に商号を変更。
- 2005年（平成17年）3月 - 東京証券取引所市場第一部に指定替え。
- 2007年（平成19年）10月 - テレコム三洋株式会社を子会社化し、11月に株式会社テレコムパークに商号を変更。
- 2008年（平成20年）4月 - 株式会社テレコムパークを吸収合併。

### 株式会社エム・エス・コミュニケーションズ
- 1994年（平成6年） - 「株式会社エム・シー・テレネット」が設立。
- 1995年（平成7年） - 「住商テレメイト株式会社」が設立。
- 2001年（平成13年）
  - 7月 - 住商テレメイト株式会社と株式会社エム・シー・テレネットが対等合併して「株式会社エム・エス・コミュニケーションズ」となる。
  - 9月 - 住商テレメイト北海道株式会社と住商テレメイト九州株式会社を吸収合併。
- 2005年（平成17年）7月 - カルソニックコミュニケーション株式会社を子会社化。
- 2006年（平成18年）4月 - カルソニックコミュニケーション株式会社を吸収合併。

### 株式会社ティーガイア
- 2008年（平成20年）10月1日 - 株式会社テレパークと株式会社エム・エス・コミュニケーションズが対等合併して「株式会社ティーガイア」となる。
- 2011年（平成23年）12月 - 株式会社マエムラの携帯電話販売事業を継承する新設子会社である株式会社TG宮崎の全株式を取得して連結子会社化[2]。
- 2016年（平成28年）4月 - 自己株式を買付けて三菱商事と資本関係が消滅し、住友商事が親会社、光通信がその他の関係会社となる[3][4][5][6]。
- 2020年（令和2年）11月 - 株式会社富士通パーソナルズの携帯電話販売事業を承継する新設子会社であるパーソナルズモバイル事業分割準備株式会社（後の株式会社TFモバイルソリューションズ、2021年2月に吸収合併）の全株式を取得して連結子会社化した[7]。
- 2022年（令和4年）6月 - 実質支配力基準に該当しなくなり、住友商事が親会社からその他の関係会社となる[8]。
- 2024年（令和6年）11月 - ベインキャピタル傘下の株式会社BCJ-82-1が、株式非公開化を目的とする株式公開買付け（TOB）により20.99%の株式を取得[9][10]。
- 2025年（令和7年）1月 - 住友商事が保有株式の一部を自己株式の公開買付けに応募[11]。
- 2025年（令和7年）2月 - 光通信グループが保有全株式を自己株式の公開買付けに応募[12]。
- 2025年（令和7年）3月 - 東京証券取引所プライム市場上場廃止。株式併合により株主が株式会社BCJ-82-1及び住友商事のみとなる[1]。

## 事業所
- 本社 - 東京都渋谷区
- 西日本支社 - 大阪府大阪市北区
- 東海支社 - 愛知県名古屋市中区
- 九州支社 - 福岡県福岡市博多区
- 支店 - 北海道、東北、北陸、中国、四国

## 子会社
- クオカード